# Garland Jeffreys
Pour les articles homonymes, voir Jeffreys.
Garland Jeffreys, né le 29 juin 1943 à Brooklyn, quartier de New York, est un auteur-compositeur-interprète et musicien afro-américain.

## Biographie
Garland Jeffreys est diplômé de l'école des arts de l'université de Syracuse, où il rencontre Lou Reed avant la formation du Velvet Underground. En 1966, il joue dans des boîtes de nuit de Manhattan. Grinder's Switch, le groupe qu'il fonde en 1969, sort un album[Lequel ?] unique avant la séparation de ses membres en 1970. Garland Jeffreys enregistre son premier album solo, Garland Jeffreys, chez Atlantic Records en 1973. Une chanson appelée Wild in the Streets, qui n'était pas incluse sur le LP, est saluée par les stations de radio alternatives, et devient l'un de ses titres les plus connus. En 1977, cette version de Wild In The Streets, jusqu'alors sortie uniquement en 45 tours, est reprise sur la face B de l'album Ghost Writer, que Garland Jeffreys enregistre pour A&M Records.
Il accède à la reconnaissance en 1979 avec l'album American Boy & Girl et le titre « Matador ». En France, il a l'occasion de passer par exemple dans l'émission Chorus d'Antoine de Caunes.
Depuis plus de quarante ans, Garland Jeffreys a accompagné, outre son meilleur[évasif] ami Lou Reed, les plus grands musiciens comme John Cale, Sonny Rollins, Paul Simon et Bob Dylan avec qui il fraternise.Il s'inspire de son ami Bob Marley pour de nombreuses compositions, comme Color Line et Welcome to the World. « Nous nous sommes immédiatement entendus. Il s'amusait à me vanner en patois créole. On ne s'est jamais vraiment quittés. » (L'Express, 22 juin 2006). Il côtoie par la suite le dub poète Linton Kwesi Johnson à Londres, ou Bruce Springsteen qu'il rejoint sur la scène de Bercy pour entonner Buffalo Gals. Garland Jeffreys reste peu médiatisé alors qu'il a traversé tous les genres musicaux, du reggae au funk en passant par la soul, la pop ou le blues. Il est présent dans The Soul of a Man, le film documentaire américain réalisé par Wim Wenders en 2004 dans la série Le Blues, produite par Martin Scorsese.,Wild In The Streets a été repris par plusieurs artistes comme Circle Jerks, Chris Spedding ou les British Lions, tout comme « Hail, hail Rock'n'Roll », un hommage à Frankie Lymon, aussi connu que l'album éponyme de Chuck Berry. The Observer saluera la sortie de son album Don't Call Me Buckwheat comme un questionnement sur le thème du racisme (Spencer, Neil: "Garland Jeffreys: Don't Call Me Buckwheat", The Observer, 15. December 1991, S. 47.) où il interpelle la violence verbale et la condition des noirs (buckwheat signifie sarrasin, terme raciste utilisé pour désigner les Noirs). À l’instar de Patti Smith, sa musique fait partie intégrante de la ville de New York qu'il célèbre notamment dans « New York Skyline ».[réf. nécessaire]

## Discographie
- 28 avril 2017: 14 Steps to Harlem
- 17 septembre 2013: Truth Serum
- 23 juin 2011: The King of In Between
- 15 mai 2006: I'm Alive (Compilation)
- 1er avril 1997: Wildlife Dictionary
- 1992: Matador & More... (compilation)
- 1991: Don't Call Me Buckwheat
- 1983: Guts for Love
- 1982: Rock 'n' Roll Adult
- 1980: Escape Artist
- 1979: American Boy & Girl
- 1978: One-Eyed Jack
- 1977: Ghost Writer
- 1973: Garland Jeffreys
- 1969: Grinder's Switch Featuring Garland Jeffreys

### DVD
- 2004 DVD Musical Garland Jeffreys: Hail Hail Rock 'n' Roll Live